# Lalaing (krystalglas)
Lalaing er en serie af krystalglas designet af den belgiske producent Val Saint Lambert. 
Lalaing-glas blev i perioden fra 1916-34 produceret på licens i Danmark af Holmegaard Glasværk.